# Margaret Ann Neve
Margarita Ann Neve (nacida Harvey) (18 de mayo de 1792-4 de abril de 1903) de Saint Peter Port, Guernsey, Canal de la Mancha fue la primera mujer supercentenaria, y la primera persona supercentenaria de cualquier sexo del siglo XX. Neve, nacida en el siglo XVIII, vivió hasta el siglo XX, siendo la primera persona supercentenaria verificada en vivir en tres siglos diferentes. Por tanto, fue la última persona en morir nacida en el siglo XVIII y, desde luego, la última de 1792. También es la única persona supercentenaria nacida en Guernsey.

## Biografía
Cuando era una niña, Neve sobrevivió a una caída por las escaleras, lo cual la dejó inconsciente por algunos días. Neve podía recordar la confusión que la Revolución francesa trajo a Guernsey. En 1807, Neve zarpó hacia Weymouth con su padre, pero una tormenta hizo atracar al barco en Chesil Beach. Se educó en Bristol, Inglaterra, donde tuvo  interés por la literatura y la poesía. Neve conoció a Charles François Dumouriez, un general de la Guerras revolucionarias francesas, quien la apodó la spirituelle. Se casó con  John Neve en 1823 en Inglaterra, pero retornó a Guernsey en 1849 después de la muerte de su esposo. Neve viajó por varios países junto a su hermana , quien murió a los 98 años. Su último viaje fue en 1872, cuando visitó Cracovia (perteneciente en ese entonces a Austria-Hungría, ahora en Polonia). Su madre vivió hasta los 99 años.
Murió el 4 de abril de 1903 a los 110 años y 321 días; es decir a poco más de un mes de cumplir 111 años.